# X-Men: Il regno di Apocalisse
 X-Men: Il regno di Apocalisse (X-Men: Reign of Apocalypse) è un videogioco pubblicato per Game Boy Advance ed ispirato ai personaggi del fumetto X-Men. Il videogioco è stato sviluppato dalla Digital Eclipse e pubblicato dalla Activision nel 2001.